# Kungliga familjen (film)
Kungliga familjen (engelska: The Royal Family of Broadway) är en amerikansk komedifilm från 1930, i regi av George Cukor. Filmen är baserad på Edna Ferber och George S. Kaufmans pjäs The Royal Family. I huvudrollerna ses Ina Claire, Fredric March, Mary Brian, Henrietta Crosman, Arnold Korff och Frank Conroy. 

## Rollista i urval
- Ina Claire - Julie Cavendish
- Fredric March - Tony Cavendish
- Mary Brian - Gwen Cavendish
- Henrietta Crosman - Fanny Cavendish
- Charles Starrett - Perry
- Arnold Korff - Oscar Wolfe
- Frank Conroy - Gilmore Marshall
- Royal C. Stout - Joe
- Elsie Esmond - Della
- Murray Alper - McDermott
- Herschel Mayall - Doktor